# Jérémie Janot
Jérémie Janot (Valenciennes, 11 ottobre 1977) è un allenatore di calcio ed ex calciatore francese, di ruolo portiere, preparatore dei portieri della nazionale under-21 francese.

## Biografia
Nel corso della propria carriera da calciatore si è messo in mostra per lo stile di gioco spettacolare e per l'eccentricità: ne è esempio la divisa dell'Uomo Ragno indossata il 21 maggio 2005 nell'incontro casalingo contro l'Istres.

## Carriera

### Giocatore

#### Club
Dopo aver militato nelle giovanili del Valenciennes e in quelle del Saint-Étienne, dalla stagione 1996-1997 è integrato nella rosa della prima squadra del Saint-Étienne. Inizialmente impiegato come terzo portiere, alle spalle di Grégory Coupet e Gilbert Ceccarelli, in seguito alla cessione di Coupet nel gennaio 1997, dapprima è diventato il secondo di Ceccarelli, per poi essere promosso a titolare. Il debutto fra i professionisti è avvenuto il 22 febbraio 1997, nell'incontro di campionato Tolone-Saint-Étienne (1-0). Nella prima stagione con i verdi ha disputato 14 partite di campionato. Nella stagione successiva è diventato secondo del portiere Jérôme Alonzo. Nel 1999 la squadra ha vinto la Division 2 ed ottenuto la promozione in Division 1. L'esordio di Janot nel massimo campionato francese è avvenuto il 16 febbraio 2000, in Saint-Étienne-Montpellier (5-4). Nella sua prima stagione nel massimo campionato francese ha disputato 5 incontri e subito 6 reti. Dopo essere stato portiere di riserva alle spalle di Alonzo (1997-2001), Maksym Levitsky (2001) e Dominique Casagrande (2001-2002), nella stagione 2002-2003 ha conquistato il posto da titolare. Nella stagione successiva i verdi sono risaliti in Ligue 1. Nella stagione 2004-2005 ha stabilito un record per il massimo campionato francese: ha mantenuto l'imbattibilità in gare casalinghe dal 20 novembre 2004 al 21 settembre 2005, per un totale di 1534 minuti. Il 2 luglio 2005 ha fatto il proprio esordio in competizioni europee, disputando l'incontro casalingo di Coppa Intertoto contro il Neuchâtel (1-1). Dopo alcune stagioni disputate da titolare, nel gennaio 2008 ha subito un infortunio alla spalla ed è rimasto lontano dai campi per oltre tre mesi. Al rientro dall'infortunio e per parte della stagione successiva è stato riserva di Jody Viviani. Nel settembre 2008 ha rinnovato il proprio contratto fino al 2011. Nel novembre 2008, in seguito dell'avvicendamento in panchina tra l'esonerato Laurent Roussey e il nuovo tecnico Alain Perrin, ha riconquistato il posto da titolare. Il 5 aprile 2009, nell'incontro casalingo contro l'Olympique Marsiglia, ha disputato la sua trecentesima partita ufficiale con il Saint-Étienne. Il 1º maggio 2011 ha raggiunto il traguardo delle 383 partite ufficiali con il Saint-Étienne, eguagliando il record di portiere con più presenze della storia del club detenuto da Ivan Ćurković. Il successivo 7 maggio, scendendo in campo nell'incontro Arles-Saint-Étienne (0-1), ha superato il record di Ćurković ed è divenuto il portiere con più presenze nella storia del club. Nell'estate 2011 il club ha ingaggiato il portiere Stéphane Ruffier e Janot è stato retrocesso al ruolo di portiere di riserva. Nel corso della stagione 2011-2012 non ha collezionato alcuna presenza. Nel maggio 2012 è stato ceduto in prestito fino al termine della stagione al Lorient. Con il club bretone, in emergenza per le indisponibilità dei portieri Audard e Lecomte, ha disputato da titolare gli ultimi tre incontri del campionato. Nel 2012 ha firmato un contratto triennale con il Le Mans, club di Ligue 2. Nel 2013 il club, retrocesso sul campo, è fallito e Janot è rimasto svincolato.

#### Nazionale
Nel 1997 è stato convocato dalla selezione Under-20 per il campionato mondiale di categoria.

### Allenatore
Ha iniziato la propria carriera da allenatore nel 2014, come tecnico dell'Under-19 dell'US Villars. Nella stagione successiva ha allenato il FCO Firminy. Nel 2016 è diventato preparatore dei portieri del Saint-Étienne. Nella stagione successiva è diventato preparatore dei portieri dell'Auxerre. Il 25 settembre 2018 si è dimesso dall'incarico. Nel giugno 2019 è diventato preparatore dei portieri del Valenciennes. Ha mantenuto l'incarico fino al termine della stagione 2022-2023. Nell'agosto 2023 è entrato nello staff del commissario tecnico della Nazionale Under-21 francese Thierry Henry, assumendo il ruolo di preparatore dei portieri.

## Statistiche

### Presenze e reti nei club
| Stagione             | Squadra              | Campionato           | Campionato | Campionato | Coppe nazionali | Coppe nazionali | Coppe nazionali | Coppe continentali | Coppe continentali | Coppe continentali | Altre coppe | Altre coppe | Altre coppe | Totale | Totale |
| Stagione             | Squadra              | Comp                 | Pres       | Reti       | Comp            | Pres            | Reti            | Comp               | Pres               | Reti               | Comp        | Pres        | Reti        | Pres   | Reti   |
| -------------------- | -------------------- | -------------------- | ---------- | ---------- | --------------- | --------------- | --------------- | ------------------ | ------------------ | ------------------ | ----------- | ----------- | ----------- | ------ | ------ |
| 1996-1997            | Saint-Étienne        | D2                   | 14         | -24        | CDLL            | 0               | 0               | -                  | -                  | -                  | -           | -           | -           | 14     | -24    |
| 1997-1998            | Saint-Étienne        | D2                   | 1          | -2         | CDLL            | 0               | 0               | -                  | -                  | -                  | -           | -           | -           | 1      | -2     |
| 1998-1999            | Saint-Étienne        | D2                   | 9          | -19        | CDLL            | 1               | -2              | -                  | -                  | -                  | -           | -           | -           | 10     | -21    |
| 1999-2000            | Saint-Étienne        | D1                   | 5          | -6         | CF+CDLL         | 1+0             | 0               | -                  | -                  | -                  | -           | -           | -           | 6      | -6     |
| 2000-2001            | Saint-Étienne        | D1                   | 14         | -27        | CF+CDLL         | 1+3             | -6              | -                  | -                  | -                  | -           | -           | -           | 18     | -33    |
| 2001-2002            | Saint-Étienne        | D2                   | 1          | -3         | CF+CDLL         | 2+1             | -1              | -                  | -                  | -                  | -           | -           | -           | 4      | -4     |
| 2002-2003            | Saint-Étienne        | L2                   | 28         | -20        | CF+CDLL         | 1+4             | -6              | -                  | -                  | -                  | -           | -           | -           | 33     | -26    |
| 2003-2004            | Saint-Étienne        | L2                   | 37         | -29        | CF+CDLL         | 0+4             | -5              | -                  | -                  | -                  | -           | -           | -           | 41     | -34    |
| 2004-2005            | Saint-Étienne        | L1                   | 38         | -34        | CF+CDLL         | 0+4             | -2              | -                  | -                  | -                  | -           | -           | -           | 42     | -36    |
| 2005-2006            | Saint-Étienne        | L1                   | 37         | -39        | CF+CDLL         | 1+1             | -3              | Intertoto          | 4                  | -5                 | -           | -           | -           | 43     | -47    |
| 2006-2007            | Saint-Étienne        | L1                   | 36         | -48        | CF+CDLL         | 1+0             | -3              | -                  | -                  | -                  | -           | -           | -           | 37     | -51    |
| 2007-2008            | Saint-Étienne        | L1                   | 22         | -22        | CF+CDLL         | 1+0             | -3              | -                  | -                  | -                  | -           | -           | -           | 23     | -25    |
| 2008-2009            | Saint-Étienne        | L1                   | 26         | -38        | CF+CDLL         | 2+1             | -6              | UEFA               | 6                  | -8                 | -           | -           | -           | 35     | -52    |
| 2009-2010            | Saint-Étienne        | L1                   | 38         | -45        | CF+CDLL         | 1+0             | -1              | -                  | -                  | -                  | -           | -           | -           | 39     | -46    |
| 2010-2011            | Saint-Étienne        | L1                   | 36         | -44        | CF+CDLL         | 1+3             | -4              | -                  | -                  | -                  | -           | -           | -           | 40     | -48    |
| 2011-mag. 2012       | Saint-Étienne        | L1                   | 0          | 0          | CF+CDLL         | 0+0             | 0               | -                  | -                  | -                  | -           | -           | -           | 0      | 0      |
| Totale Saint-Étienne | Totale Saint-Étienne | Totale Saint-Étienne | 342        | -400       |                 | 34              | -42             |                    | 10                 | -13                |             | -           | -           | 386    | -455   |
| mag.-giu. 2012       | Lorient              | L1                   | 3          | -3         | CF+CDLL         | 0+0             | 0               | -                  | -                  | -                  | -           | -           | -           | 3      | -3     |
| 2012-2013            | Le Mans              | L2                   | 29         | -44        | CF+CDLL         | 1+1             | 0               | -                  | -                  | -                  | -           | -           | -           | 31     | -44    |
| Totale carriera      | Totale carriera      | Totale carriera      | 374        | -447       |                 | 36              | -42             |                    | 10                 | -13                |             | -           | -           | 420    | -502   |